# Elecciones provinciales de San Luis de 2023
Las elecciones generales de la provincia de San Luis de 2023  tuvieron lugar el domingo 11 de junio del mencionado año, con el objetivo de renovar los cargos de Gobernador y Vicegobernador, así como 21 de las 43 de bancas de la Cámara de Diputados de San Luis, 5 de los 9 senadores departamentales, y 38 intendencias comisionadas componiendo los poderes ejecutivo y legislativo de la provincia para el período 2023-2027.
Con la aplicación de la "ley de lemas" se eliminó el sistema de Primarias, Abiertas y Simultáneas (PAS) y cada alianza o coalición serán representadas por un lema en conjunto integrado por distintas listas (sublemas); cada sublema sumará sus votos recibidos al lema perteneciente.
San Luis forma parte de las 13 provincias que decidieron desdoblar sus comicios locales de las Elecciones presidenciales de Argentina de 2023. Por primera vez desde el retorno de la democracia en 1983, el Partido Justicialista perdió una elección provincial.

## Cronograma electoral
El calendario electoral de San Luis está compuesto por la Ley de Lemas de San Luis y el Código Nacional Electoral
| Fecha        | Evento                                                                                     | Plazo                                      | Norma                               |
| ------------ | ------------------------------------------------------------------------------------------ | ------------------------------------------ | ----------------------------------- |
| 13 de marzo  | Presentación de Lemas                                                                      | 90 días antes de las Elecciones Genereales | Art. 4 Ley de Lemas                 |
| 13 de marzo  | Reconocimiento de Lemas                                                                    | 72 de horas de su presentación             | Art. 4 Ley de Lemas                 |
| 23 de marzo  | Presentación de Sublemas                                                                   | 80 días antes de las Elecciones Generales  | Art. 5 Ley de Lemas                 |
| 23 de marzo  | Reconocimiento de Sublemas                                                                 | 72 de horas de su presentación             | Art. 5 Ley de Lemas                 |
| 2 de abrfil  | Fin de plazo de la presentación de candidaturas                                            | 70 días antes de las Elecciones Generales  | Art. 6 Ley de Lemas                 |
| 3 de abril   | Fin de plazo de observaciones y oficialización de las candidaturas                         | 24 horas de su presentación                | Art. 6 Ley de Lemas                 |
| 4 de abril   | Contestación de las observaciones                                                          | 24 horas de su presentación                | Art. 6 Ley de Lemas                 |
| 5 de abril   | Resolución de las observaciones                                                            | 24 horas de su presentación                | Art. 6 Ley de Lemas                 |
| 5 de abril   | Fin de plazo de comunicación de las candidaturas.                                          | 48 horas de su oficialización              | Art. 6 Ley de Lemas                 |
| 5 de abril   | Fin de plazo de comunicación de conformación                                               | -                                          | Art.14 Ley de Lemas                 |
| 5 de abril   | Vencimiento de plazo de presentación de las apelaciones.                                   | -                                          | Art. 6 Ley de Lemas                 |
| 5 de abril   | Resolución de las apelaciones                                                              | 24 de horas de su presentación.            | Art. 6 Ley de Lemas                 |
| 12 de abril  | Fin de plazo de presentación de padrones extranjeros (a las 14hs).                         | -                                          | Art. 6 Ley de Lemas                 |
| 12 de abril  | Registros de listas con sus candidaturas                                                   | 10 de supresentación                       | Art. 6 Ley de Lemas                 |
| 12 de mayo   | Fin de la desiginación de autoridades de mesa                                              | 30 días antes Elecciones Generales         | Art. 9 Ley de Lemas                 |
| 12 de mayo   | Fin de presentación de modelos de las boletas,                                             | 30 días antes Elecciones Generales         | Art. 8 Ley de Lemas                 |
| 12 de mayo   | Publicación de padrones definitivos                                                        | 30 días antes Elecciones Generales         | Art. 29 y 30 del CEN                |
| 12 de mayo   | Inicio de la campaña electoral                                                             | 30 días antes Elecciones Generales         | Art. 13 de la Ley de Lemas          |
| 22 de mayo   | Inicio de propaganda en medios de comunicación y vía pública                               | 20 días antes de las Elecciones Generales  | Art. 13 y 15 de la Ley de Lemas     |
| 27 de mayo   | Publicación de las mesas electoral                                                         | 15 días antes de las Elecciones Generales  | Art. 80 del CEN                     |
| 3 de junio   | Fin de realización publicación de encuestas y sondeos                                      | 8 días antes de las Elecciones Generales   | Art. 13 de la Ley de Lemas          |
| 4 de junio   | Inicio de la prohibición de actos gubernamentales y municipales (desde las 8 hs).          | 7 días antes de las Elecciones Generales   | Art. 13 de la Ley de Lemas          |
| 9 de junio   | Fin de las campañas y propagandas electorales y publicación de encuestas (desde las 8 hs). | 48 hs. antes de las Elecciones Generales   | Art. 13 de la Ley de Lemas          |
| 11 de junio  | Elecciones generales (hasta 18 hs.)                                                        | Elecciones generales (hasta 18 hs.)        | Elecciones generales (hasta 18 hs.) |
| 11 de junio  | Publicación de proyección de los resultados electorales (21 hs.)                           | 3 hs. del cierre del comicio               | Art. 13 de la Ley de Lemas          |
| 13 de junio  | Fin de plazo para presentar obserbacion electorales                                        | 48 hs.del cierre del comicio               | Art. 110 y 111 CEN                  |
| 13 de junio  | Inicio del escrutino definitivo                                                            | 48 hs.del cierre del comicio               | Art. 110 y 112 CEN                  |
| 10 de agosto | Vencimiento de plazo para justificar a no emisión del voto                                 | 60 días del cierre del comicio             | Art. 72 CEN                         |

## Candidatos a Gobernador

### Unión por San Luis
| Frente Unión por San Luis |                                                                                               |                                               |                                           |                                           |
| Celeste Unidad | Celeste Unidad                                                                                |                                               | Blanca, Azul y Blanca                     | Blanca, Azul y Blanca                     |
| |                                                                                               |                                               |                                           |                                           |
| Jorge Fernández | María Eugenia Catalfamo                                                                       | Marcelo Amitrano                              | Carina Chirino                            |                                           |
| para Gobernador | para Vicegobernadora                                                                          | para Gobernador                               | para Vicegobernadora                      |                                           |
| | [[File:Senadora María Eugenia Catalfamo en Sesión.jpg\|400px\|alt={{{Alt\|{{{descripción}}}]] |                                               |                                           |                                           |
| Exministro de Justicia de San Luis. | Senadora Nacional por San Luis                                                                | Ministro de Producción Provincia de San Luis. |                                           |                                           |
| |                                                                                               |                                               |                                           |                                           |
| Modelo Productivo | Modelo Productivo                                                                             |                                               | Movimiento Evita, Tierra, Techo y Trabajo | Movimiento Evita, Tierra, Techo y Trabajo |
| |                                                                                               |                                               |                                           |                                           |
| Diego González | Miguel Flores                                                                                 | Mariela Cross                                 | Claudio Sives                             |                                           |
| para Gobernador | para Vicegobernador                                                                           | para Gobernadora                              | para Vicegobernador                       |                                           |
| |                                                                                               |                                               |                                           |                                           |
| Exministro de Seguridad de San Luis. | Ex Intendente de Merlo                                                                        | Integrante del Movimiento Evita               | Integrante del Movimiento Evita           |                                           |
| - Partido Justicialista - Partido Compromiso Federal - Partido Unión y Libertad (PUL) - +Más San Luis - Movimiento Vecinal Independiente (MOVIPRO) - San Luis Somos Todos - Frente para la Victoria - Movimiento Integración Latinoamericana de Expresión Social (MILES) - Partido de la Lealtad Sanluiseña - Partido Comunista - Unión Vecinal Provincial - Nuevo Encuentro por la Democracia y la Equidad - Movimiento Vecinal Fortín El Patria - Partido Socialista Merlino - Proyecto Clase Media - Renovación Chacabuco - Movimiento Puntano - Movimiento Comunal Mercedino - Partido de la Victoria - Partido Tercera Posición Adherentes: - Movimiento Evita - La Usina Peronista - Empatía y Trabajo - Corazón de Búfalo - Fuerza Solidaria - Los Jóvenes del Alberto - Más que un Cambio - Corriente Nacional de la Militancia - Agrupación Los Irrompibles - Esperanza Peronista - Kolina - Corriente Peronista Descamisados - Partido San Luis Primero - Agrupación Oktubre - Agrupación 17 de Octubre - Unidad Ciudadana Villa Mercedes - Agrupación La Carbonilla - Agrupación Todos Juntos Unidos - Juventud Universitaria Peronista - Centro de Estudios Nacionales - Corriente de la Militancia - Corriente Nacional y Popular Juan Manuel Echandía - Agrupación Causa Nacional - Mesa de Trabajo Política y Social - Agrupación Peronista Justicia Social - Movimiento Cooperativista - Agrupación Frente Grande |                                                                                               |                                               |                                           |                                           |

### Cambia San Luis
| |                     |                                 |                          |                          |
| Sublema Avanzar | Sublema Avanzar     |                                 | Encuentro Multisectorial | Encuentro Multisectorial |
| |                     |                                 | Independiente            |                          |
| Claudio Poggi | Ricardo Endeiza     | Eduardo Mones Ruiz              | Marcelo Daniel Rodas     |                          |
| para Gobernador | para Vicegobernador | para Gobernador                 | para Vicegobernador      |                          |
| |                     |                                 |                          |                          |
| Diputado de la Nación Argentina por San Luis | Abogado             | Ex Intendente de Villa Mercedes | Pastor Evangélico        |                          |
| - Avanzar San Luis - Propuesta Republicana - Unión Cívica Radical - Movimiento Libres del Sur - Partido GEN - El Éxodo Puntano - Movimiento de Integración y Desarrollo - Partido NOS - Todos Unidos - Partido Demócrata - Mirada Socialista - Mercedinos por el Cambio - Sanluiseños por el Cambio - Juntos Podemos - Partido de Acción Renovadora - Partido Solidaridad - Unidad y Movimiento Organizados |                     |                                 |                          |                          |

### Frente de Izquierda y de Trabajadores - Unidad
|                                                                                         |                     |
|                                                                                         |                     |
| Johana Anahí Gómez                                                                      | Darío Iván Amado    |
| para Gobernadora                                                                        | para Vicegobernador |
|                                                                                         |                     |
|                                                                                         |                     |
| - Partido de Trabajadores por el Socialismo - Movimiento Socialista de los Trabajadores |                     |

### Movimiento al Socialismo
|                            |                     |
| Ítalo Gallardo             | Yolanda Abregú      |
| para Gobernadora           | para Vicegobernador |
|                            |                     |
|                            |                     |
| - Movimiento al Socialismo |                     |

## Cargos a elegir

### Renovación legislativa
| Departamento              | Cámara de Diputados | Cámara de Diputados | Cámara de Senadores | Cámara de Senadores |
| Departamento              | Diputados           | A renovar           | Senadores           | A renovar           |
| ------------------------- | ------------------- | ------------------- | ------------------- | ------------------- |
| Ayacucho                  | 4                   | 4                   | 1                   | —                   |
| Belgrano                  | 3                   | —                   | 1                   | —                   |
| Chacabuco                 | 4                   | 4                   | 1                   | 1                   |
| Coronel Pringles          | 3                   | —                   | 1                   | 1                   |
| General Pedernera         | 10                  | 10                  | 1                   | —                   |
| General San Martín        | 3                   | 3                   | 1                   | —                   |
| Gobernador Dupuy          | 3                   | —                   | 1                   | 1                   |
| Junín                     | 3                   | —                   | 1                   | 1                   |
| Juan Martín de Pueyrredón | 10                  | —                   | 1                   | 1                   |
| Total                     | 43                  | 21                  | 9                   | 5                   |

### Elecciones municipales
Las elecciones para municipales tendrá lugar el 11 de junio del 2023 para renovar un total 16 intendencias (y viceintendencia en Villa Mercedes), 38 intendencias comisionadas, 21 Concejos Deliberantes y 3 Miembros del Tribunal de Contralor en Villa Mercedes.

#### Departamento Juan Martín de Pueyrredón
| Localidad            | Municipalidad                      | Concejales a renovar |
| -------------------- | ---------------------------------- | -------------------- |
| 'Ciudad de San Luis' | 1 intendente                       | 8 concejales         |
| Juana Koslay         | -                                  | 7 concejales         |
| 'La Punta'           | 1 intendente                       | 2 concejales         |
| 'El Volcán'          | 1 intendente                       | 2 concejales         |
| 'Balde'              | 1 Intendente Comisionado Municipal | -                    |
| Alto Pencoso         | 1 Intendente Comisionado Municipal | -                    |
| Zanjitas             | 1 Intendente Comisionado Municipal | -                    |
| Alto Pelado          | 1 Intendente Comisionado Municipal | -                    |
| 'San Jerónimo'       | 1 Intendente Comisionado Municipal | -                    |

#### Departamento General Pedernera
| Localidad          | Municipalidad                      | Concejales a renovar | Otros cargos                         |
| ------------------ | ---------------------------------- | -------------------- | ------------------------------------ |
| 'Villa Mercedes'   | 1 intendente y viceintendente      | 7 concejales         | 3 Miembros del Tribunal de Contralor |
| 'Justo Daract'     | 1 intendente                       | 5 concejales         | -                                    |
| Lavaisse           | 1 Intendente Comisionado Municipal | -                    | -                                    |
| San José del Morro | 1 Intendente Comisionado Municipal | -                    | -                                    |
| 'Juan Llerena'     | 1 Intendente Comisionado Municipal | -                    | -                                    |
| 'La Punilla'       | 1 Intendente Comisionado Municipal | -                    | -                                    |
| Juan Jorba         | 1 Intendente Comisionado Municipal | -                    | -                                    |

#### Departamento Coronel Pringles
| Localidad         | Municipalidad                      | Concejales a renovar |
| ----------------- | ---------------------------------- | -------------------- |
| 'La Toma'         | 1 intendente                       | 3 concejales         |
| 'El Trapriche'    | 1 intendente                       | 2 concejales         |
| 'Estancia Grande' | 1 Intendente Comisionado Municipal | -                    |
| 'La Carolina'     | 1 Intendente Comisionado Municipal | -                    |
| 'Saladillo'       | 1 Intendente Comisionado Municipal | -                    |
| Fraga             | 1 Intendente Comisionado Municipal | -                    |

#### Departamento Chacabuco
| Localidad        | Municipalidad                      | Concejo      |
| ---------------- | ---------------------------------- | ------------ |
| Concarán         | 1 intendente                       | 2 concejales |
| Tilisarao        | 1 intendente                       | 4 concejales |
| Naschel          | -                                  | 3 concejales |
| 'San Pablo'      | 1 Intendente Comisionado Municipal | -            |
| Papagayos        | 1 Intendente Comisionado Municipal | -            |
| Villa del Carmen | 1 Intendente Comisionado Municipal | -            |
| Villa Larca      | 1 Intendente Comisionado Municipal | -            |
| Cortaderas       | 1 Intendente Comisionado Municipal | -            |

#### Departamento Ayacucho
| Localidad                      | Municipalidad                      | Concejo      |
| ------------------------------ | ---------------------------------- | ------------ |
| Quines                         | 1 intendente                       | 4 concejales |
| San Francisco del Monte de Oro | 1 intendente                       | 2 concejales |
| 'Luján'                        | -                                  | 2 concejales |
| 'Candelaria'                   | 1 intendente                       | 2 concejales |
| Leandro N. Alem                | 1 Intendente Comisionado Municipal | -            |

#### Departamento Junín
| Localidad               | Municipalidad                      | Concejo      |
| ----------------------- | ---------------------------------- | ------------ |
| 'Santa Rosa de Conlara' | 1 intendente                       | 2 concejales |
| Villa de Merlo          | 1 intendente                       | 5 concejales |
| 'Carpintería'           | 1 intendente                       | 2 concejales |
| 'Los Molles'            | 1 Intendente Comisionado Municipal | -            |
| Talita                  | 1 Intendente Comisionado Municipal | -            |
| Lafinur                 | 1 Intendente Comisionado Municipal | -            |

#### Departamento Libertador General San Martín
| Localidad      | Municipalidad                      | Concejo      |
| -------------- | ---------------------------------- | ------------ |
| 'San Martín'   | 1 intendente                       | 2 concejales |
| Villa de Praga | 1 Intendente Comisionado Municipal | -            |
| 'Las Chacras'  | 1 Intendente Comisionado Municipal | -            |
| 'Las Lagunas'  | 1 Intendente Comisionado Municipal | -            |
| Paso Grande    | 1 Intendente Comisionado Municipal | -            |
| 'La Vertiente' | 1 Intendente Comisionado Municipal | -            |
| Las Aguadas    | 1 Intendente Comisionado Municipal | -            |

#### Departamento Gobernador Dupuy
| Localidad        | Municipalidad                      | Concejo      |
| ---------------- | ---------------------------------- | ------------ |
| Buena Esperanza  | 1 intendente                       | 3 concejales |
| 'Unión'          | -                                  | 2 concejales |
| 'Anchorena'      | 1 Intendente Comisionado Municipal | -            |
| 'Arizona'        | 1 Intendente Comisionado Municipal | -            |
| 'Fortuna'        | 1 Intendente Comisionado Municipal | -            |
| 'Bagual'         | 1 Intendente Comisionado Municipal | -            |
| Fortín El Patria | 1 Intendente Comisionado Municipal | -            |
| Nueva Galia      | 1 Intendente Comisionado Municipal | -            |
| 'Navia'          | 1 Intendente Comisionado Municipal | -            |
| 'Batavia'        | 1 Intendente Comisionado Municipal | -            |

#### Departamento Belgrano
| Localidad            | Municipalidad                      | Concejo      |
| -------------------- | ---------------------------------- | ------------ |
| 'Los Manantiales'    | -                                  | 2 concejales |
| Villa de la Quebrada | 1 Intendente Comisionado Municipal | -            |

## Encuestas de opinión
|                         |                         |       |       |     |     |      |      |      |  |  |
| Mayo de 2023            | TresPuntoZero           | 33,3  | 44    | 0,8 | 0,4 | -    | 21,3 | 10,7 |  |  |
|                         |                         |       |       |     |     |      |      |      |  |  |
| 14 de noviembre de 2021 | Elecciones provinciales | 43,96 | 40,16 | -   | -   | 6,34 | -    | 3,80 |  |  |

## Resultados

### Gobernador y vicegobernador
| Lema                                      | Lema                                           | Sublema                   | Fórmula                      | Fórmula                        | Sublema               | Sublema               | Lema    | Lema  |
| Lema                                      | Lema                                           | Sublema                   | Gobernador                   | Vicegobernador                 | Votos                 | %                     | Votos   | %     |
| ----------------------------------------- | ---------------------------------------------- | ------------------------- | ---------------------------- | ------------------------------ | --------------------- | --------------------- | ------- | ----- |
|                                           | Cambia San Luis                                | Avanzar                   | Claudio Poggi                | Ricardo Aníbal Antonio Endeiza | 161.951               | 99,61                 | 162.588 | 53,31 |
| Encuentro Multisectorial                  | Cambia San Luis                                | Eduardo Gastón Mones Ruiz | Marcelo Daniel Rodas         | 637                            | 0,39                  |                       | 162.588 | 53,31 |
|                                           | Unión por San Luis                             | Celeste Unidad            | Jorge Omar Fernández         | María Eugenia Catalfamo        | 135.108               | 96,87                 | 139.475 | 45,73 |
| Blanca, Azul y Blanca                     | Unión por San Luis                             | Luis Marcelo Amitrano     | Carina Vanessa Chirino       | 2.009                          | 1,44                  |                       | 139.475 | 45,73 |
| Movimiento Evita, Tierra, Techo y Trabajo | Unión por San Luis                             | Mariela Inés Cross        | Claudio Miguel Sives         | 1.477                          | 1,06                  |                       | 139.475 | 45,73 |
| Modelo Productivo                         | Unión por San Luis                             | Diego Martín González     | Miguel Ángel Flores          | 881                            | 0,63                  |                       | 139.475 | 45,73 |
|                                           | Frente de Izquierda y de Trabajadores - Unidad | —                         | Yohana Anahí Gómez           | Darío Iván Amado               | —                     | —                     | 2.370   | 0,78  |
|                                           | Movimiento al Socialismo                       | —                         | Ítalo Alberto Muñoz Gallardo | Nilda Yolanda Abregú           | —                     | —                     | 552     | 0,18  |
| Votos positivos                           | Votos positivos                                | Votos positivos           | Votos positivos              | Votos positivos                | Votos positivos       | Votos positivos       | 304.985 | 95,55 |
| Votos en blanco                           | Votos en blanco                                | Votos en blanco           | Votos en blanco              | Votos en blanco                | Votos en blanco       | Votos en blanco       | 9.625   | 3,02  |
| Votos anulados                            | Votos anulados                                 | Votos anulados            | Votos anulados               | Votos anulados                 | Votos anulados        | Votos anulados        | 4.589   | 1,44  |
| Participación                             | Participación                                  | Participación             | Participación                | Participación                  | Participación         | Participación         | 319.199 | 76,22 |
| Electores registrados                     | Electores registrados                          | Electores registrados     | Electores registrados        | Electores registrados          | Electores registrados | Electores registrados | 418.798 | 100   |
| Fuente:                                   |                                                |                           |                              |                                |                       |                       |         |       |

### Cámara de Diputados
| ← 2021 · Cámara de Diputados · 2025 →       | ← 2021 · Cámara de Diputados · 2025 → | ← 2021 · Cámara de Diputados · 2025 → | ← 2021 · Cámara de Diputados · 2025 → | ← 2021 · Cámara de Diputados · 2025 → | ← 2021 · Cámara de Diputados · 2025 → | ← 2021 · Cámara de Diputados · 2025 → | ← 2021 · Cámara de Diputados · 2025 → | ← 2021 · Cámara de Diputados · 2025 → |
| Lema                                        | Lema                                  | Sublema                               | Sublema                               | Sublema                               | Sublema                               | Lema                                  | Lema                                  | Lema                                  |
| Lema                                        | Lema                                  | Sublema                               | Votos                                 | %                                     | Bancas                                | Votos                                 | %                                     | Bancas                                |
| ------------------------------------------- | ------------------------------------- | ------------------------------------- | ------------------------------------- | ------------------------------------- | ------------------------------------- | ------------------------------------- | ------------------------------------- | ------------------------------------- |
|                                             | Unión por San Luis                    | Celeste Unidad                        | 21.319                                | 37,22                                 | 6/21                                  | 57.275                                | 53,89                                 | 13/21                                 |
| Nos Une la Esperanza                        | Unión por San Luis                    | 7.264                                 | 12,68                                 | 1/21                                  |                                       | 57.275                                | 53,89                                 | 13/21                                 |
| Compromiso x San Luis                       | Unión por San Luis                    | 3.241                                 | 5,66                                  | —                                     |                                       | 57.275                                | 53,89                                 | 13/21                                 |
| Integración Ciudadana                       | Unión por San Luis                    | 2.867                                 | 5,01                                  | 2/21                                  |                                       | 57.275                                | 53,89                                 | 13/21                                 |
| Juntos por San Martín                       | Unión por San Luis                    | 2.220                                 | 3,88                                  | 2/21                                  |                                       | 57.275                                | 53,89                                 | 13/21                                 |
| Ahora, el Futuro                            | Unión por San Luis                    | 1.953                                 | 3,41                                  | —                                     |                                       | 57.275                                | 53,89                                 | 13/21                                 |
| Todos por Villa Mercedes                    | Unión por San Luis                    | 1.850                                 | 3,23                                  | —                                     |                                       | 57.275                                | 53,89                                 | 13/21                                 |
| Juntos por Ayacucho                         | Unión por San Luis                    | 1.601                                 | 2,80                                  | 1/21                                  |                                       | 57.275                                | 53,89                                 | 13/21                                 |
| Unión Chacabuco                             | Unión por San Luis                    | 1.551                                 | 2,71                                  | 1/21                                  |                                       | 57.275                                | 53,89                                 | 13/21                                 |
| Solidaridad                                 | Unión por San Luis                    | 1.500                                 | 2,62                                  | —                                     |                                       | 57.275                                | 53,89                                 | 13/21                                 |
| Movimiento Puntano                          | Unión por San Luis                    | 1.401                                 | 2,45                                  | —                                     |                                       | 57.275                                | 53,89                                 | 13/21                                 |
| Sabemos Como Hacerlo                        | Unión por San Luis                    | 1.229                                 | 2,15                                  | —                                     |                                       | 57.275                                | 53,89                                 | 13/21                                 |
| Movimiento Vecinal Independiente Provincial | Unión por San Luis                    | 1.070                                 | 1,87                                  | —                                     |                                       | 57.275                                | 53,89                                 | 13/21                                 |
| Innovar                                     | Unión por San Luis                    | 885                                   | 1,55                                  | —                                     |                                       | 57.275                                | 53,89                                 | 13/21                                 |
| Sumate al Progreso                          | Unión por San Luis                    | 857                                   | 1,50                                  | —                                     |                                       | 57.275                                | 53,89                                 | 13/21                                 |
| Volver a Creer                              | Unión por San Luis                    | 768                                   | 1,34                                  | —                                     |                                       | 57.275                                | 53,89                                 | 13/21                                 |
| Renovación San Luis                         | Unión por San Luis                    | 760                                   | 1,33                                  | —                                     |                                       | 57.275                                | 53,89                                 | 13/21                                 |
| La Chutunzo                                 | Unión por San Luis                    | 634                                   | 1,11                                  | —                                     |                                       | 57.275                                | 53,89                                 | 13/21                                 |
| Movimiento Evita, Tierra, Techo y Trabajo   | Unión por San Luis                    | 602                                   | 1,05                                  | —                                     |                                       | 57.275                                | 53,89                                 | 13/21                                 |
| La Celeste y Blanca                         | Unión por San Luis                    | 553                                   | 0,97                                  | —                                     |                                       | 57.275                                | 53,89                                 | 13/21                                 |
| Partido Unión y Libertad                    | Unión por San Luis                    | 536                                   | 0,94                                  | —                                     |                                       | 57.275                                | 53,89                                 | 13/21                                 |
| Puntanos de Pie                             | Unión por San Luis                    | 517                                   | 0,90                                  | —                                     |                                       | 57.275                                | 53,89                                 | 13/21                                 |
| 17 de octubre                               | Unión por San Luis                    | 432                                   | 0,75                                  | —                                     |                                       | 57.275                                | 53,89                                 | 13/21                                 |
| Deportes y Puños Peronista                  | Unión por San Luis                    | 364                                   | 0,64                                  | —                                     |                                       | 57.275                                | 53,89                                 | 13/21                                 |
| Proclame                                    | Unión por San Luis                    | 328                                   | 0,57                                  | —                                     |                                       | 57.275                                | 53,89                                 | 13/21                                 |
| Modelo Productivo                           | Unión por San Luis                    | 323                                   | 0,56                                  | —                                     |                                       | 57.275                                | 53,89                                 | 13/21                                 |
| Peronismo de la Puntanidad                  | Unión por San Luis                    | 214                                   | 0,37                                  | —                                     |                                       | 57.275                                | 53,89                                 | 13/21                                 |
| La Ramón Carrillo                           | Unión por San Luis                    | 207                                   | 0,36                                  | —                                     |                                       | 57.275                                | 53,89                                 | 13/21                                 |
| Unión Vecinal Provincial                    | Unión por San Luis                    | 126                                   | 0,22                                  | —                                     |                                       | 57.275                                | 53,89                                 | 13/21                                 |
| Blanca, Azul y Blanca                       | Unión por San Luis                    | 103                                   | 0,18                                  | —                                     |                                       | 57.275                                | 53,89                                 | 13/21                                 |
|                                             | Cambia San Luis                       | Avanzar                               | 11.455                                | 23,38                                 | 3/21                                  | 49.005                                | 46,11                                 | 8/21                                  |
| Frente Nuevo - Gente Nueva                  | Cambia San Luis                       | 10.607                                | 21,64                                 | 3/21                                  |                                       | 49.005                                | 46,11                                 | 8/21                                  |
| Juntos                                      | Cambia San Luis                       | 8.700                                 | 17,75                                 | 2/21                                  |                                       | 49.005                                | 46,11                                 | 8/21                                  |
| Unidos "A"                                  | Cambia San Luis                       | 4.010                                 | 8,18                                  | —                                     |                                       | 49.005                                | 46,11                                 | 8/21                                  |
| Fuerza del Cambio                           | Cambia San Luis                       | 3.309                                 | 6,75                                  | —                                     |                                       | 49.005                                | 46,11                                 | 8/21                                  |
| Liberal Libertario                          | Cambia San Luis                       | 2.747                                 | 5,61                                  | —                                     |                                       | 49.005                                | 46,11                                 | 8/21                                  |
| Corriente Agraria                           | Cambia San Luis                       | 2.635                                 | 5,38                                  | —                                     |                                       | 49.005                                | 46,11                                 | 8/21                                  |
| Unidos "B"                                  | Cambia San Luis                       | 2.202                                 | 4,49                                  | —                                     |                                       | 49.005                                | 46,11                                 | 8/21                                  |
| Democracia y Libertad                       | Cambia San Luis                       | 1.939                                 | 3,96                                  | —                                     |                                       | 49.005                                | 46,11                                 | 8/21                                  |
| Libres del Sur                              | Cambia San Luis                       | 926                                   | 1,89                                  | —                                     |                                       | 49.005                                | 46,11                                 | 8/21                                  |
| Encuentro Multisectorial                    | Cambia San Luis                       | 475                                   | 0,97                                  | —                                     |                                       | 49.005                                | 46,11                                 | 8/21                                  |
| Votos positivos                             | Votos positivos                       | Votos positivos                       | Votos positivos                       | Votos positivos                       | Votos positivos                       | 106.280                               | 86,46                                 |                                       |
| Votos en blanco                             | Votos en blanco                       | Votos en blanco                       | Votos en blanco                       | Votos en blanco                       | Votos en blanco                       | 15.204                                | 12,37                                 |                                       |
| Votos anulados                              | Votos anulados                        | Votos anulados                        | Votos anulados                        | Votos anulados                        | Votos anulados                        | 1.447                                 | 1,18                                  |                                       |
| Participación                               | Participación                         | Participación                         | Participación                         | Participación                         | Participación                         | 122.931                               | 76,82                                 |                                       |
| Electores registrados                       | Electores registrados                 | Electores registrados                 | Electores registrados                 | Electores registrados                 | Electores registrados                 | 160.032                               | 100                                   |                                       |
| Fuente:                                     |                                       |                                       |                                       |                                       |                                       |                                       |                                       |                                       |

#### Resultados por departamentos
| Ayacucho 4 Diputados                        | Ayacucho 4 Diputados  | Ayacucho 4 Diputados | Ayacucho 4 Diputados | Ayacucho 4 Diputados  | Ayacucho 4 Diputados  | Ayacucho 4 Diputados  | Ayacucho 4 Diputados | Ayacucho 4 Diputados | Ayacucho 4 Diputados |
| Lema                                        | Lema                  | Sublema | Candidatos | Sublema               | Sublema               | Sublema               | Lema                 | Lema                 | Lema                 |
| Lema                                        | Lema                  | Sublema | Candidatos | Votos                 | %                     | Bancas                | Votos                | %                    | Bancas               |
| ------------------------------------------- | --------------------- | --- | --- | --------------------- | --------------------- | --------------------- | -------------------- | -------------------- | -------------------- |
|                                             | Unión por San Luis    | Celeste Unidad | Ver candidatos: 1. Ana Doly Glellel 2. Oscar César Macías 3. Sandra Isabel Barroso 4. José Fernando Tarazi Scarpati | 2.560                 | 32,96                 | 2/4                   | 7.766                | 61,53                | 3/4                  |
| Juntos por Ayacucho                         | Unión por San Luis    | Ver candidatos: 1. Aida Beatriz López 2. Mario Luis Alume Nasif 3. Aldana Belén Enriz 4. Mario Ávila | 1.601 | 20,62                 | 1/4                   |                       | 7.766                | 61,53                | 3/4                  |
| Compromiso x San Luis                       | Unión por San Luis    | Ver candidatos: 1. María Eugenia Guiñazú 2. Carlos Rafael Amaya 3. Gabriela Elizabeth Moyano 4. Héctor Gabriel Lucero | 923 | 11,89                 | —                     |                       | 7.766                | 61,53                | 3/4                  |
| Sumate al Progreso                          | Unión por San Luis    | Ver candidatos: 1. Carina Marcela Pérez 2. Diego Eduardo Quevedo 3. Nadia Estefanía Araya 4. Andrés Ariel Agüero | 857 | 11,04                 | —                     |                       | 7.766                | 61,53                | 3/4                  |
| Volver a Creer                              | Unión por San Luis    | Ver candidatos: 1. Ana María Amaya 2. Adrián del Valle Romero 3. Graciela Dominga Contreras 4. Jorge Raúl Calderón | 768 | 9,89                  | —                     |                       | 7.766                | 61,53                | 3/4                  |
| La Chutunzo                                 | Unión por San Luis    | Ver candidatos: 1. Karina Alejandra Lima 2. Duilio Reynaldo Lucero 3. Mayra Boria Ortiz 4. Oscar José Núñez la Vega | 634 | 8,16                  | —                     |                       | 7.766                | 61,53                | 3/4                  |
| Movimiento Vecinal Independiente Provincial | Unión por San Luis    | Ver candidatos: 1. Carolina Sol Serrano 2. Jorge Alfredo Callejo 3. Mónica Alba Camargo 4. Raúl Alberto Guiñazú | 316 | 4,07                  | —                     |                       | 7.766                | 61,53                | 3/4                  |
| Movimiento Evita, Tierra, Techo y Trabajo   | Unión por San Luis    | Ver candidatos: 1. Mónica Adriana Gatica 2. Carlos Alberto Antonietti 3. Camila Rodrigues Correia 4. Nahuel Maximiliano Paruolo | 107 | 1,38                  | —                     |                       | 7.766                | 61,53                | 3/4                  |
|                                             | Cambia San Luis       | Juntos | Ver candidatos: 1. Ida Teresita Núñez 2. Ricardo Javier Giménez 3. Daniela Anabel Magallanes 4. Noel Jesús Carreño | 1.903                 | 39,19                 | 1/4                   | 4.856                | 38,47                | 1/4                  |
| Avanzar                                     | Cambia San Luis       | Ver candidatos: 1. Stella Maris Gabriela Esnaola 2. Walter Manuel Timoteo Funes 3. Beatriz Liliana Gulino 4. Carlos Alfredo Pérez | 1.705 | 35,11                 | —                     |                       | 4.856                | 38,47                | 1/4                  |
| Unidos "A"                                  | Cambia San Luis       | Ver candidatos: 1. Verónica Vanesa Sosa Torino 2. Jesús Alberto Castillo 3. Olga Nancy Floriani 4. Jorge Eduardo Sosa | 640 | 13,18                 | —                     |                       | 4.856                | 38,47                | 1/4                  |
| Corriente Agraria                           | Cambia San Luis       | Ver candidatos: 1. Analía del Valle Tarazi 2. Fernando Damián Bragagnini 3. Brenda Mariel Victoria Perucho 4. Pablo Nicolás Barrionuevo Vergara | 490 | 10,09                 | —                     |                       | 4.856                | 38,47                | 1/4                  |
| Libres del Sur                              | Cambia San Luis       | Ver candidatos: 1. Melany Natalí Garay 2. Matías Fernando Agüero 3. María Eugenia Gatica 4. Denis Alfredo Arce | 118 | 2,43                  | —                     |                       | 4.856                | 38,47                | 1/4                  |
| Votos positivos                             | Votos positivos       | Votos positivos | Votos positivos | Votos positivos       | Votos positivos       | Votos positivos       | 12.622               | 85,54                |                      |
| Votos en blanco                             | Votos en blanco       | Votos en blanco | Votos en blanco | Votos en blanco       | Votos en blanco       | Votos en blanco       | 1.999                | 13,55                |                      |
| Votos anulados                              | Votos anulados        | Votos anulados | Votos anulados | Votos anulados        | Votos anulados        | Votos anulados        | 134                  | 0,91                 |                      |
| Participación                               | Participación         | Participación | Participación | Participación         | Participación         | Participación         | 14.755               | 78,56                |                      |
| Electores registrados                       | Electores registrados | Electores registrados | Electores registrados | Electores registrados | Electores registrados | Electores registrados | 18.783               | 100                  |                      |
| Chacabuco 4 Diputados                       |                       | | |                       |                       |                       |                      |                      |                      |
| Lema                                        | Lema                  | Sublema | Candidatos | Sublema               | Sublema               | Sublema               | Lema                 | Lema                 | Lema                 |
| Lema                                        | Lema                  | Sublema | Candidatos | Votos                 | %                     | Bancas                | Votos                | %                    | Bancas               |
|                                             | Unión por San Luis    | Integración Ciudadana | Ver candidatos: 1. Marina Betiana Garro 2. Marcos Matías Gatica 3. María Florencia Biolatti 4. Víctor Timoteo Salcedo | 2.867                 | 31,38                 | 2/4                   | 9.135                | 67,09                | 3/4                  |
| Unión Chacabuco                             | Unión por San Luis    | Ver candidatos: 1. Shirley Anyelén Martínez 2. Rodrigo Emmanuel Cabaña 3. Cecilia del Valle Gabusi 4. Luis Oscar Orozco | 1.551 | 16,98                 | 1/4                   |                       | 9.135                | 67,09                | 3/4                  |
| Movimiento Puntano                          | Unión por San Luis    | Ver candidatos: 1. Beatriz Ochoa 2. Osvaldo Miguel Audissio 3. Claudia Estela Sosa 4. Leonardo Ariel Crespo | 1.401 | 15,34                 | —                     |                       | 9.135                | 67,09                | 3/4                  |
| Sabemos Como Hacerlo                        | Unión por San Luis    | Ver candidatos: 1. María Ester Farina 2. Rubén Antolin Videla 3. Tamara Ancelma Urquiza 4. Rubén Darío Ahumada Ordóñez | 1.229 | 13,45                 | —                     |                       | 9.135                | 67,09                | 3/4                  |
| Renovación San Luis                         | Unión por San Luis    | Ver candidatos: 1. María Guedi del Rosario Ortiz 2. Guido Marcelo Vilchez 3. Verónica Andrea Mora 4. Jorge Oscar Giorgis | 760 | 8,32                  | —                     |                       | 9.135                | 67,09                | 3/4                  |
| Compromiso x San Luis                       | Unión por San Luis    | Ver candidatos: 1. Bárbara Tatiana Canali Lucero 2. Federico Ezequiel Ávila 3. Yésica Romina Orellano 4. David Elías Ezequiel Sulday | 714 | 7,82                  | —                     |                       | 9.135                | 67,09                | 3/4                  |
| Movimiento Vecinal Independiente Provincial | Unión por San Luis    | Ver candidatos: 1. Elvira Gabriela Moreno Kiddle 2. Daniel Raúl Pons 3. Mónica Arias 4. Edgard Alcides Busto | 308 | 3,37                  | —                     |                       | 9.135                | 67,09                | 3/4                  |
| Puntanos de Pie                             | Unión por San Luis    | Ver candidatos: 1. Sandra Liliana Muñoz 2. Silvio Ceferino Palma 3. Cintia Luján Brandana 4. Lucas Matías Morán | 202 | 2,21                  | —                     |                       | 9.135                | 67,09                | 3/4                  |
| Blanca, Azul y Blanca                       | Unión por San Luis    | Ver candidatos: 1. Jesica Ivana Cismondi 2. Remigio Irieno Aimale 3. Patricia Adriana Suárez 4. José Gabriel Larracochea | 103 | 1,13                  | —                     |                       | 9.135                | 67,09                | 3/4                  |
|                                             | Cambia San Luis       | Avanzar | Ver candidatos: 1. Marta Liliano Coniglio 2. Héctor Antonio Gongiovanni 3. Stella Maris de Marco 4. Luis Iván Altamirano | 2.465                 | 55,01                 | 1/4                   | 4.481                | 32,91                | 1/4                  |
| Juntos                                      | Cambia San Luis       | Ver candidatos: 1. Melisa Mabel Herrera 2. Ariel Oscar Barrozo 3. Olga Mabel Ilardia 4. Eber Eugenio Barroso | 1.394 | 31,11                 | —                     |                       | 4.481                | 32,91                | 1/4                  |
| Unidos "A"                                  | Cambia San Luis       | Ver candidatos: 1. Sara Mabel Moyano 2. Rubén Alejandro Devia 3. Brenda Alejandra Ortiz 4. Fernando Rubén Mansilla | 352 | 7,86                  | —                     |                       | 4.481                | 32,91                | 1/4                  |
| Encuentro Multisectorial                    | Cambia San Luis       | Ver candidatos: 1. Marisol Ingrid Piombo 2. Franco Hernán Leguizamón | 148 | 3,30                  | —                     |                       | 4.481                | 32,91                | 1/4                  |
| Libres del Sur                              | Cambia San Luis       | Ver candidatos: 1. Lara Yamila Padilla 2. Juan Luis Torres 3. María Isabel Quiñónez 4. Cristian Nahir Roganovich | 122 | 2,72                  | —                     |                       | 4.481                | 32,91                | 1/4                  |
| Votos positivos                             | Votos positivos       | Votos positivos | Votos positivos | Votos positivos       | Votos positivos       | Votos positivos       | 13.616               | 82,32                |                      |
| Votos en blanco                             | Votos en blanco       | Votos en blanco | Votos en blanco | Votos en blanco       | Votos en blanco       | Votos en blanco       | 2.813                | 17,01                |                      |
| Votos anulados                              | Votos anulados        | Votos anulados | Votos anulados | Votos anulados        | Votos anulados        | Votos anulados        | 111                  | 0,67                 |                      |
| Participación                               | Participación         | Participación | Participación | Participación         | Participación         | Participación         | 16.540               | 79,71                |                      |
| Electores registrados                       | Electores registrados | Electores registrados | Electores registrados | Electores registrados | Electores registrados | Electores registrados | 20.749               | 100                  |                      |
| General Pedernera 10 Diputados              |                       | | |                       |                       |                       |                      |                      |                      |
| Lema                                        | Lema                  | Sublema | Candidatos | Sublema               | Sublema               | Sublema               | Lema                 | Lema                 | Lema                 |
| Lema                                        | Lema                  | Sublema | Candidatos | Votos                 | %                     | Bancas                | Votos                | %                    | Bancas               |
|                                             | Cambia San Luis       | Frente Nuevo - Gente Nueva | Ver candidatos: 1. Verónica Teresa Causi 2. Gustavo Antonio Falchi 3. Claudia Daniela Díaz 4. Héctor Daniel Vilchez 5. Maia Macarena Loredo 6. Marco Daniel Bueno 7. Vanesa Carolina Morales 8. Jorge Alberto Chiavassa 9. Brenda Beatriz Villegas 10. Facundo Agustín Mizrahi      | 10.607                | 27,34                 | 3/10                  | 38.803               | 50,63                | 5/10                 |
| Avanzar                                     | Cambia San Luis       | Ver candidatos: 1. Mónica Mariela Becerra 2. Ricardo Juan André Bazla 3. Miriam Alicia Serra 4. Luciano Jesús Martínez 5. Graciela María Brizzio 6. Gastón Ariel Oviedo 7. Elsa del Carmen Jofré Montani 8. Cristian Darío Pecorari 9. Fany Graciela Kluge 10. Jorge Rubén Ramón Polito                                          | 6.574 | 16,94                 | 1/10                  |                       | 38.803               | 50,63                | 5/10                 |
| Juntos                                      | Cambia San Luis       | Ver candidatos: 1. Ivana Daniela Ricca 2. Luis Adolfo Lucero Guillet 3. María Silvina Becerra 4. Carlos Edgardo Andreotti Rodríguez 5. Martha Cecilia Villada 6. Roberto Oscar Irasoqui 7. Micaela María Macarena Martínez 8. Marino Amaya 9. María Solana Fernández Calvo 10. Nicolás Ariel Ramos                               | 5.403 | 13,92                 | 1/10                  |                       | 38.803               | 50,63                | 5/10                 |
| Fuerza del Cambio                           | Cambia San Luis       | Ver candidatos: 1. Karina Ethel Bachey 2. Federico Hernán Fonzar 3. Yanina Andreotti 4. Pablo Fernando González 5. Laura Beatriz Galli 6. Diego Roberto Martínez 7. Silvia Beatriz Soloa 8. Martín Rubén Mosconi 9. Nilda Graciela Bongiovanni 10. Franco Emilio della Vedova                                                    | 3.309 | 8,53                  | —                     |                       | 38.803               | 50,63                | 5/10                 |
| Unidos "A"                                  | Cambia San Luis       | Ver candidatos: 1. Bertha Hortensia Arenas 2. Mario Ernesto Alonso 3. María Florencia Rangone 4. Juan Carlos Palacios 5. Iris Alicia Gerardo 6. Fernando Fabián Rubio 7. Clara Agostina Murgo 8. Luis Enrique Rojas 9. María Cristina Panza                                                                                      | 2.901 | 7,48                  | —                     |                       | 38.803               | 50,63                | 5/10                 |
| Liberal Libertario                          | Cambia San Luis       | Ver candidatos: 1. Sandra Cristina Martínez 2. Adrián Germán Celli 3. Candela de las Mercedes Zambrano Romero 4. Lautaro Nahuel di Paolo 5. Yamila Anabel Machuca 6. Sebastián Ernesto Coppolino 7. Jessica Soledad Solano Flores 8. Guillermo Ricardo Quiroga Navarro 9. María Celia Villegas 10. Maximiliano Ezequiel Villegas | 2.747 | 7,08                  | —                     |                       | 38.803               | 50,63                | 5/10                 |
| Unidos "B"                                  | Cambia San Luis       | Ver candidatos: 1. María Guillermina Ayello 2. Pablo Eduardo Zamora 3. Beatriz Sosa 4. Juan Manuel Albornoz 5. Verónica Lorena Sosa 6. Antonio Alfredo Morales 7. Marcela Alejandra Belloni 8. Antonio Edmundo Saldaña 9. Daniela Esther Osses 10. Néstor Fabián Galdeano                                                        | 2.202 | 5,67                  | —                     |                       | 38.803               | 50,63                | 5/10                 |
| Corriente Agraria                           | Cambia San Luis       | Ver candidatos: 1. Sonia Mónica Reymond 2. Alejandro Cabrera 3. Dayana Micaela Suárez 4. Walter Rubén Álvarez 5. Andrea Cecilia Magliocco 6. Edgardo Julián Oviedo 7. Marcela Karina Fissore 8. Gustavo Salvador Cargnino 9. Gloria Mabel Chaparro 10. Tomás Agustín Alis                                                        | 2.145 | 5,53                  | —                     |                       | 38.803               | 50,63                | 5/10                 |
| Democracia y Libertad                       | Cambia San Luis       | Ver candidatos: 1. María Ester Bazán 2. Martín Alberto José André 3. Marta Ana Stinga 4. Fernando Federico Quiroga 5. Silvia Liliana Bonivardo 6. Ernesto Carlos Bellettini 7. Mariana Sombra 8. Rubén Eduardo Ferradas 9. Alicia Lorenzo 10. Jeremías Nicolás Rodríguez                                                         | 1.939 | 5,00                  | —                     |                       | 38.803               | 50,63                | 5/10                 |
| Libres del Sur                              | Cambia San Luis       | Ver candidatos: 1. Cecilia Alejandra Riquelme 2. Marcos Exequiel Díaz 3. Yohana Valeria Reynoso 4. Kevin Luis Gil 5. Gisela Vanessa Verónica Dalmolin 6. Maximiliano Rodolfo Funes 7. Milagros Ailin Muñoz 8. Sebastián Julio Volando 9. Brenda Johana Verón 10. Orlando Daniel Sánchez                                          | 649 | 1,67                  | —                     |                       | 38.803               | 50,63                | 5/10                 |
| Encuentro Multisectorial                    | Cambia San Luis       | Ver candidatos: 1. Cecilia Tamara Urtubey 2. Guillermo Aldo di Paolo 3. Cinthia Elizabeth Díaz 4. Osvaldo Antonio Luna 5. María Belén Giménez 6. Víctor Hugo Aubert 7. Elizabeth del Carmen Fara 8. Marcelo Fabián Aimaretti 9. Camila Virginia Quintero 10. Martín Sebastián Dalio                                              | 327 | 0,84                  | —                     |                       | 38.803               | 50,63                | 5/10                 |
|                                             | Unión por San Luis    | Celeste Unidad | Ver candidatos: 1. Grisel Pollacchi Gallo 2. Lino Walter Aguilar 3. Claudia Alejandra Lucero 4. Carlos Sergio Dacuña 5. Patricia Alejandra Farías 6. Edgardo Nicolás González Ferro 7. Patricia Rosana Muñoz 8. Christian Ariel Gurruchaga 9. Franca Tessi 10. Luis Federico Zapata | 18.759                | 49,58                 | 4/10                  | 37.839               | 49,37                | 5/10                 |
| Nos Une la Esperanza                        | Unión por San Luis    | Ver candidatos: 1. Virginia Esther Parladorio 2. Joaquín Raúl Beltrán 3. Adriana Elizabeth Aguirre 4. Jonathan Martín Albedro 5. Deborah Evelyn Biscaldi 6. Matías Sebastián Llanos 7. Pamela Fernanda Ortiz 8. Exequiel Alberto Scarel 9. Georgina Ayelén Culaciatti 10. Juan Carlos Romero                                     | 7.264 | 19,20                 | 1/10                  |                       | 37.839               | 49,37                | 5/10                 |
| Ahora, el Futuro                            | Unión por San Luis    | Ver candidatos: 1. Nadia Soledad Torres 2. Manuel Egidio Piñero 3. María Florencia García 4. Germán Aurelio Moreno 5. María Eugenio Lucero 6. Lucas Gastón Miloni 7. María Antonela Copetti 8. Fernando Ariel Saber 9. Fátima Belén Mathot 10. Leonardo Gastón Miamone                                                           | 1.953 | 5,16                  | —                     |                       | 37.839               | 49,37                | 5/10                 |
| Todos por Villa Mercedes                    | Unión por San Luis    | Ver candidatos: 1. Dalma Juliana Godoy 2. Nelio Adrián Vicente 3. María Celia Olivares 4. Daniel Eduardo Cabrera 5. Deborath Stella Orozco 6. Raúl Ángel Orozco 7. Yanira Nabila Yurie 8. Facundo Saúl Villafañe 9. Marisa Rosana Sahmalz 10. Mario Marcelo Frontera                                                             | 1.850 | 4,89                  | —                     |                       | 37.839               | 49,37                | 5/10                 |
| Compromiso x San Luis                       | Unión por San Luis    | Ver candidatos: 1. Flavia Gabriela Coria 2. Carlos Andrés Ferreyra 3. Sasha Daniel Escobar Villegas 4. Roberto Daniel Giménez 5. Pía Emmanuelle Sombra 6. Gerardo Andrés Martín 7. María Eugenia Enríquez 8. Germán Marcelo Peralta 9. Analía Elzabeth Torres 10. Nicolás Ezequiel Garrido                                       | 1.506 | 3,98                  | —                     |                       | 37.839               | 49,37                | 5/10                 |
| Solidaridad                                 | Unión por San Luis    | Ver candidatos: 1. Mabel Alejandra Becerra 2. Gustavo Miguel Calderón 3. Julieta Verónica Lozano 4. Miguel Ángel García 5. Cintia Débora Martínez 6. Gabriel Antonio Novillo Rangone 7. Margot Adriana Klug 8. Alberto Jesús García 9. Paola Andrea Barzola Belaúnde 10. Enrique Rómulo Chiesa Torres                            | 1.500 | 3,96                  | —                     |                       | 37.839               | 49,37                | 5/10                 |
| Innovar                                     | Unión por San Luis    | Ver candidatos: 1. Mariana Aurelia Ortiz 2. Osvaldo Alejandro Altamira 3. Mirta Gladys Pereira 4. Enzo Hernán Visetti Herrera 5. Yasmín Karin Asi Godoy 6. Enrique Osvaldo Pereyra 7. Delfina del Milagro Mocca 8. Ramón Agüero 9. Cintia Analía Mediza 10. José Manuel Svaoretti                                                | 885 | 2,34                  | —                     |                       | 37.839               | 49,37                | 5/10                 |
| La Celeste y Blanca                         | Unión por San Luis    | Ver candidatos: 1. Cecie Isis Herrera 2. Roberto Francisco González 3. María Rita Mogna 4. Sergio Oscar Magallanes 5. Ana Miriam Jaime 6. Mario Ángel Saldaña 7. Erika Mariela Deolinda Videla 8. Franco Maximiliano Pérez 9. Marisa del Valle Lucero 10. Silvio David Barroso                                                   | 553 | 1,46                  | —                     |                       | 37.839               | 49,37                | 5/10                 |
| Movimiento Evita, Tierra, Techo y Trabajo   | Unión por San Luis    | Ver candidatos: 1. Rocío Julieta Curti 2. Oscar Eduardo Risatti 3. Carla Anahí Mailhos 4. Marcos Samuel Velázquez 5. Araceli del Carmen Holzer 6. Juan Marcelo Sosa 7. Pamela de los Ángeles Aguilar 8. Sergio Alejandro Luna 9. Gabriela Ayelén Villalva 10. Nicolás Oscar Roldán                                               | 495 | 1,31                  | —                     |                       | 37.839               | 49,37                | 5/10                 |
| Movimiento Vecinal Independiente Provincial | Unión por San Luis    | Ver candidatos: 1. Aldana Dibe Cooper 2. Carlos Antonio Quiroga Candiotto 3. Maribel Anahí Zalazar 4. Luis Alejandro Gauna 5. Marcela Inés Moralejo 6. Ricardo Alberto Poggi 7. Stephanie Antonella Escudero 8. Luis Omar Martín 9. Paola Vanesa Romero Sanz 10. Luis Esteban Arancibia                                          | 446 | 1,18                  | —                     |                       | 37.839               | 49,37                | 5/10                 |
| 17 de octubre                               | Unión por San Luis    | Ver candidatos: 1. Hilda Ivana Barroso 2. Juvein Roberto Quiroga 3. Joana Mariano Airaudo 4. Sergio Adolfo Molina 5. Johana Belén Gigena 6. Eliceo Miguel Becerra 7. Jaqueline Tamara Luna 8. Héctor Emmanuel Alturria 9. Eva Alicia Herrera 10. Néstor José Coria                                                               | 432 | 1,14                  | —                     |                       | 37.839               | 49,37                | 5/10                 |
| Deportes y Puños Peronista                  | Unión por San Luis    | Ver candidatos: 1. Judith Jennifer Godoy 2. Johan Javier Espinosa 3. Sandra Azucena Palacios 4. Miguel Fabricio Bea 5. Marina Gabriela Seguel Calderón 6. Pablo Emanuel Miranda 7. Laura Giuliana Torres 8. Jesús Ángel Alfonzo 9. Emilce Abigail Molina 10. Carmen Paulino Cuello                                               | 364 | 0,96                  | —                     |                       | 37.839               | 49,37                | 5/10                 |
| Proclame                                    | Unión por San Luis    | Ver candidatos: 1. Lucrecia Lorena Crespo 2. Julio Claudio González 3. Clarisa Viviana Porter 4. Pedro Gustavo Soria 5. Jenifer Vanina Figueroa 6. Leonardo Funes 7. Nadia Carina Banchio 8. Guillermo Hugo Raúl Bacaicoa 9. Nadia Janet Tobares 10. José Alberto Ponce                                                          | 328 | 0,87                  | —                     |                       | 37.839               | 49,37                | 5/10                 |
| Modelo Productivo                           | Unión por San Luis    | Ver candidatos: 1. Angélica Leticia Arenas 2. Marcelo Ariel García 3. Claudia Patricia Maciel 4. Hugo Alberto Sariago 5. Analía Gallastegui 6. Ariel Abel Becerra 7. Mónica Alejandra Ortiz 8. Juan Ezequiel Barzola 9. María del Carmen Olivera 10. Jesús Fabián Donoso                                                         | 323 | 0,85                  | —                     |                       | 37.839               | 49,37                | 5/10                 |
| Partido Unión y Libertad                    | Unión por San Luis    | Ver candidatos: 1. Martha Paula de Lourdes Orozco 2. Humberto Orlando Pallero 3. María Rosa Regner 4. Marcos Cuello Aniceto 5. Estela Beatriz Rodríguez 6. Jorge Javier Bayer 7. Elsa Doris Villalovos 8. Roberto Erasmo Flores 9. Carla Graciela Peña Oviedo 10. Fabián Ricardo Tripodi                                         | 319 | 0,84                  | —                     |                       | 37.839               | 49,37                | 5/10                 |
| Puntanos de Pie                             | Unión por San Luis    | Ver candidatos: 1. Yanina Luciana Aguilar 2. Andrés Mauricio Carrión 3. Francisca Zaira Cueva 4. Matías Ariel Palacios 5. María Soledad Gómez 6. Franco Daniel Arias 7. Valeria Judith Chavero 8. Carolina Fernanda Aguilar 9. Paola Soledad Aguilar 10. Nancy Noemí Aguilar                                                     | 315 | 0,83                  | —                     |                       | 37.839               | 49,37                | 5/10                 |
| Peronismo de la Puntanidad                  | Unión por San Luis    | Ver candidatos: 1. Teresa Catalina Páez 2. Walter Sebastián Ortiz 3. Camila Gimena Flores Reig 4. Martín del Tránsito Allende 5. Yanina Estefani Ávila Centurión 6. Ariel Alberto Ávila 7. Silvia Elena Centurión 8. Luis Alberto Scheurer 9. Ana María Iglesias 10. Alberto Rubén Torres                                        | 214 | 0,57                  | —                     |                       | 37.839               | 49,37                | 5/10                 |
| La Ramón Carrillo                           | Unión por San Luis    | Ver candidatos: 1. Nancy Beatriz Abregú 2. Sergio Arturo Barrionuevo 3. Yésica Jaqueline Silveyra 4. Mauro Ariel Sala 5. Cecilia Fabiana Villegas 6. Oscar Ramón Domínguez 7. Lautaro Sebastián Comelli 8. Rodrigo Julián Ferrer Serey                                                                                           | 207 | 0,55                  | —                     |                       | 37.839               | 49,37                | 5/10                 |
| Unión Vecinal Provincial                    | Unión por San Luis    | Ver candidatos: 1. Romina Susana Zeballos 2. Darío Roberto Alonso 3. Betiana Mirna Larrea 4. Néstor Hugo Molina 5. Lucía Macarena Suárez 6. Luis Víctor Ávila 7. Nadia Fátima Suárez 8. Ariel Alejandro Rosales 9. Sandra Edith Rojas 10. Carlos Daniel Zunini                                                                   | 126 | 0,33                  | —                     |                       | 37.839               | 49,37                | 5/10                 |
| Votos positivos                             | Votos positivos       | Votos positivos | Votos positivos | Votos positivos       | Votos positivos       | Votos positivos       | 76.642               | 87,31                |                      |
| Votos en blanco                             | Votos en blanco       | Votos en blanco | Votos en blanco | Votos en blanco       | Votos en blanco       | Votos en blanco       | 9.958                | 11,34                |                      |
| Votos anulados                              | Votos anulados        | Votos anulados | Votos anulados | Votos anulados        | Votos anulados        | Votos anulados        | 1.181                | 1,35                 |                      |
| Participación                               | Participación         | Participación | Participación | Participación         | Participación         | Participación         | 87.781               | 75,60                |                      |
| Electores registrados                       | Electores registrados | Electores registrados | Electores registrados | Electores registrados | Electores registrados | Electores registrados | 116.110              | 100                  |                      |
| General San Martín 3 Diputados              |                       | | |                       |                       |                       |                      |                      |                      |
| Lema                                        | Lema                  | Sublema | Candidatos | Sublema               | Sublema               | Sublema               | Lema                 | Lema                 | Lema                 |
| Lema                                        | Lema                  | Sublema | Candidatos | Votos                 | %                     | Bancas                | Votos                | %                    | Bancas               |
|                                             | Unión por San Luis    | Juntos por San Martín | Ver candidatos: 1. Florencia Anabel Palacios 2. Enzo Wilfredo Mirabile Ochoa 3. Jessica Roxana Rojo | 2.220                 | 87,57                 | 2/3                   | 2.535                | 74,56                | 2/3                  |
| Partido Unión y Libertad                    | Unión por San Luis    | Ver candidatos: 1. Alejandra del Carmen Escudero 2. Luis Raúl Alániz 3. Daniel Florencia Nievas | 217 | 8,56                  | —                     |                       | 2.535                | 74,56                | 2/3                  |
| Compromiso x San Luis                       | Unión por San Luis    | Ver candidatos: 1. Juana Gregoria Ortiz 2. Carlos Javier Torres 3. Rosana Judit Santinelli | 98 | 3,87                  | —                     |                       | 2.535                | 74,56                | 2/3                  |
|                                             | Cambia San Luis       | Avanzar | Ver candidatos: 1. Regina Zulema Funes 2. Osvaldo Muñoz 3. Lidia Edith Vilchez | 711                   | 82,20                 | 1/3                   | 865                  | 25,44                | 1/3                  |
| Unidos "A"                                  | Cambia San Luis       | Ver candidatos: 1. Mirtha del Carmen Frías | 117 | 13,53                 | —                     |                       | 865                  | 25,44                | 1/3                  |
| Libres del Sur                              | Cambia San Luis       | Ver candidatos: 1. Yésica Ayelén Véliz 2. Miguel Gonzalo Bereciartúa 3. Laila Jazmín Véliz | 37 | 4,28                  | —                     |                       | 865                  | 25,44                | 1/3                  |
| Votos positivos                             | Votos positivos       | Votos positivos | Votos positivos | Votos positivos       | Votos positivos       | Votos positivos       | 3.400                | 88,20                |                      |
| Votos en blanco                             | Votos en blanco       | Votos en blanco | Votos en blanco | Votos en blanco       | Votos en blanco       | Votos en blanco       | 434                  | 11,26                |                      |
| Votos anulados                              | Votos anulados        | Votos anulados | Votos anulados | Votos anulados        | Votos anulados        | Votos anulados        | 21                   | 0,54                 |                      |
| Participación                               | Participación         | Participación | Participación | Participación         | Participación         | Participación         | 3.855                | 87,81                |                      |
| Electores registrados                       | Electores registrados | Electores registrados | Electores registrados | Electores registrados | Electores registrados | Electores registrados | 4.390                | 100                  |                      |

### Cámara de Senadores
| ← 2021 · Cámara de Senadores · 2025 →       | ← 2021 · Cámara de Senadores · 2025 →          | ← 2021 · Cámara de Senadores · 2025 → | ← 2021 · Cámara de Senadores · 2025 → | ← 2021 · Cámara de Senadores · 2025 → | ← 2021 · Cámara de Senadores · 2025 → | ← 2021 · Cámara de Senadores · 2025 → | ← 2021 · Cámara de Senadores · 2025 → | ← 2021 · Cámara de Senadores · 2025 → |
| Lema                                        | Lema                                           | Sublema                               | Sublema                               | Sublema                               | Sublema                               | Lema                                  | Lema                                  | Lema                                  |
| Lema                                        | Lema                                           | Sublema                               | Votos                                 | %                                     | Bancas                                | Votos                                 | %                                     | Bancas                                |
| ------------------------------------------- | ---------------------------------------------- | ------------------------------------- | ------------------------------------- | ------------------------------------- | ------------------------------------- | ------------------------------------- | ------------------------------------- | ------------------------------------- |
|                                             | Cambia San Luis                                | Avanzar                               | 70.680                                | 73,27                                 | 2/5                                   | 96.459                                | 51,06                                 | 2/5                                   |
| Unidos "A"                                  | Cambia San Luis                                | 8.191                                 | 8,49                                  | —                                     |                                       | 96.459                                | 51,06                                 | 2/5                                   |
| El Cambio Continúa                          | Cambia San Luis                                | 6.109                                 | 6,33                                  | —                                     |                                       | 96.459                                | 51,06                                 | 2/5                                   |
| Fuerza del Cambio                           | Cambia San Luis                                | 4.223                                 | 4,38                                  | —                                     |                                       | 96.459                                | 51,06                                 | 2/5                                   |
| Juntos                                      | Cambia San Luis                                | 3.226                                 | 3,34                                  | —                                     |                                       | 96.459                                | 51,06                                 | 2/5                                   |
| Libres del Sur                              | Cambia San Luis                                | 2.974                                 | 3,08                                  | —                                     |                                       | 96.459                                | 51,06                                 | 2/5                                   |
| Corriente Agraria                           | Cambia San Luis                                | 409                                   | 0,42                                  | —                                     |                                       | 96.459                                | 51,06                                 | 2/5                                   |
| Encuentro Multisectorial                    | Cambia San Luis                                | 299                                   | 0,31                                  | —                                     |                                       | 96.459                                | 51,06                                 | 2/5                                   |
| Liberal Libertario                          | Cambia San Luis                                | 249                                   | 0,26                                  | —                                     |                                       | 96.459                                | 51,06                                 | 2/5                                   |
| Unidos "B"                                  | Cambia San Luis                                | 99                                    | 0,10                                  | —                                     |                                       | 96.459                                | 51,06                                 | 2/5                                   |
|                                             | Unión por San Luis                             | Celeste Unidad                        | 43.068                                | 47,78                                 | 2/5                                   | 90.135                                | 47,71                                 | 3/5                                   |
| Compromiso x San Luis                       | Unión por San Luis                             | 8.127                                 | 9,02                                  | —                                     |                                       | 90.135                                | 47,71                                 | 3/5                                   |
| Corazón de Búfalo                           | Unión por San Luis                             | 6.285                                 | 6,97                                  | —                                     |                                       | 90.135                                | 47,71                                 | 3/5                                   |
| Solidaridad                                 | Unión por San Luis                             | 5.312                                 | 5,89                                  | —                                     |                                       | 90.135                                | 47,71                                 | 3/5                                   |
| Integración Ciudadana                       | Unión por San Luis                             | 2.864                                 | 3,18                                  | 1/5                                   |                                       | 90.135                                | 47,71                                 | 3/5                                   |
| Movimiento Vecinal Independiente Provincial | Unión por San Luis                             | 2.595                                 | 2,88                                  | —                                     |                                       | 90.135                                | 47,71                                 | 3/5                                   |
| Unión por Junín                             | Unión por San Luis                             | 2.538                                 | 2,82                                  | —                                     |                                       | 90.135                                | 47,71                                 | 3/5                                   |
| Celeste Siempre Celeste                     | Unión por San Luis                             | 2.318                                 | 2,57                                  | —                                     |                                       | 90.135                                | 47,71                                 | 3/5                                   |
| Unión Chacabuco                             | Unión por San Luis                             | 1.720                                 | 1,91                                  | —                                     |                                       | 90.135                                | 47,71                                 | 3/5                                   |
| La Celeste y Blanca                         | Unión por San Luis                             | 1.565                                 | 1,74                                  | —                                     |                                       | 90.135                                | 47,71                                 | 3/5                                   |
| Movimiento Puntano                          | Unión por San Luis                             | 1.531                                 | 1,70                                  | —                                     |                                       | 90.135                                | 47,71                                 | 3/5                                   |
| Blanca, Azul y Blanca                       | Unión por San Luis                             | 1.511                                 | 1,68                                  | —                                     |                                       | 90.135                                | 47,71                                 | 3/5                                   |
| Elijo Creer                                 | Unión por San Luis                             | 1.482                                 | 1,64                                  | —                                     |                                       | 90.135                                | 47,71                                 | 3/5                                   |
| Movimiento Evita, Tierra, Techo y Trabajo   | Unión por San Luis                             | 1.221                                 | 1,35                                  | —                                     |                                       | 90.135                                | 47,71                                 | 3/5                                   |
| Partido Unión y Libertad                    | Unión por San Luis                             | 1.115                                 | 1,24                                  | —                                     |                                       | 90.135                                | 47,71                                 | 3/5                                   |
| Consenso                                    | Unión por San Luis                             | 1.015                                 | 1,13                                  | —                                     |                                       | 90.135                                | 47,71                                 | 3/5                                   |
| Sabemos Cómo Hacerlo                        | Unión por San Luis                             | 964                                   | 1,07                                  | —                                     |                                       | 90.135                                | 47,71                                 | 3/5                                   |
| Renovación San Luis                         | Unión por San Luis                             | 862                                   | 0,96                                  | —                                     |                                       | 90.135                                | 47,71                                 | 3/5                                   |
| Convergencia                                | Unión por San Luis                             | 779                                   | 0,86                                  | —                                     |                                       | 90.135                                | 47,71                                 | 3/5                                   |
| Modelo Productivo                           | Unión por San Luis                             | 606                                   | 0,67                                  | —                                     |                                       | 90.135                                | 47,71                                 | 3/5                                   |
| Mi Triunfo es del Pueblo                    | Unión por San Luis                             | 582                                   | 0,65                                  | —                                     |                                       | 90.135                                | 47,71                                 | 3/5                                   |
| Puntanos de Pie                             | Unión por San Luis                             | 568                                   | 0,63                                  | —                                     |                                       | 90.135                                | 47,71                                 | 3/5                                   |
| El Proyecto Continuará                      | Unión por San Luis                             | 503                                   | 0,56                                  | —                                     |                                       | 90.135                                | 47,71                                 | 3/5                                   |
| La Corriente para San Luis                  | Unión por San Luis                             | 361                                   | 0,40                                  | —                                     |                                       | 90.135                                | 47,71                                 | 3/5                                   |
| Por la Ruta del Alberto                     | Unión por San Luis                             | 323                                   | 0,36                                  | —                                     |                                       | 90.135                                | 47,71                                 | 3/5                                   |
| Participación Ciudadana                     | Unión por San Luis                             | 193                                   | 0,21                                  | —                                     |                                       | 90.135                                | 47,71                                 | 3/5                                   |
| Volver a Perón                              | Unión por San Luis                             | 62                                    | 0,07                                  | —                                     |                                       | 90.135                                | 47,71                                 | 3/5                                   |
| Argentino Soberano                          | Unión por San Luis                             | 49                                    | 0,05                                  | —                                     |                                       | 90.135                                | 47,71                                 | 3/5                                   |
| Socialistas al Frente                       | Unión por San Luis                             | 16                                    | 0,02                                  | —                                     |                                       | 90.135                                | 47,71                                 | 3/5                                   |
|                                             | Frente de Izquierda y de Trabajadores - Unidad | —                                     | —                                     | —                                     | —                                     | 1.924                                 | 1,02                                  |                                       |
|                                             | Movimiento al Socialismo                       | —                                     | —                                     | —                                     | —                                     | 403                                   | 0,21                                  |                                       |
| Votos positivos                             | Votos positivos                                | Votos positivos                       | Votos positivos                       | Votos positivos                       | Votos positivos                       | 188.921                               | 86,45                                 |                                       |
| Votos en blanco                             | Votos en blanco                                | Votos en blanco                       | Votos en blanco                       | Votos en blanco                       | Votos en blanco                       | 17.164                                | 12,18                                 |                                       |
| Votos anulados                              | Votos anulados                                 | Votos anulados                        | Votos anulados                        | Votos anulados                        | Votos anulados                        | 3.047                                 | 1,37                                  |                                       |
| Participación                               | Participación                                  | Participación                         | Participación                         | Participación                         | Participación                         | 209.132                               | 81,12                                 |                                       |
| Electores registrados                       | Electores registrados                          | Electores registrados                 | Electores registrados                 | Electores registrados                 | Electores registrados                 | 274.863                               | 100                                   |                                       |
| Fuente:                                     |                                                |                                       |                                       |                                       |                                       |                                       |                                       |                                       |

#### Resultados por departamentos
| Chacabuco 1 Senador                         | Chacabuco 1 Senador                            | Chacabuco 1 Senador                | Chacabuco 1 Senador              | Chacabuco 1 Senador   | Chacabuco 1 Senador   | Chacabuco 1 Senador | Chacabuco 1 Senador |
| Lema                                        | Lema                                           | Sublema                            | Candidato                        | Sublema               | Sublema               | Lema                | Lema                |
| Lema                                        | Lema                                           | Sublema                            | Candidato                        | Votos                 | %                     | Votos               | %                   |
| ------------------------------------------- | ---------------------------------------------- | ---------------------------------- | -------------------------------- | --------------------- | --------------------- | ------------------- | ------------------- |
|                                             | Unión por San Luis                             | Integración Ciudadana              | Hugo Omar Olguín                 | 2.864                 | 29,18                 | 9.816               | 70,46               |
| Unión Chacabuco                             | Unión por San Luis                             | Iván Marcelo Vilchez               | 1.720                            | 17,52                 |                       | 9.816               | 70,46               |
| Movimiento Puntano                          | Unión por San Luis                             | José Hipólito Pedernera            | 1.531                            | 15,60                 |                       | 9.816               | 70,46               |
| Compromiso x San Luis                       | Unión por San Luis                             | Juan Manuel Bertone                | 1.226                            | 12,49                 |                       | 9.816               | 70,46               |
| Sabemos Cómo Hacerlo                        | Unión por San Luis                             | Facundo Domínguez                  | 964                              | 9,82                  |                       | 9.816               | 70,46               |
| Renovación San Luis                         | Unión por San Luis                             | Carolina Imelda Aguilar            | 862                              | 8,78                  |                       | 9.816               | 70,46               |
| Movimiento Vecinal Independiente Provincial | Unión por San Luis                             | Néstor Daniel Elías                | 428                              | 4,36                  |                       | 9.816               | 70,46               |
| Puntanos de Pie                             | Unión por San Luis                             | Guillermo León Peralta             | 221                              | 2,25                  |                       | 9.816               | 70,46               |
|                                             | Cambia San Luis                                | Avanzar                            | Favio Ariel Ávila                | 2.519                 | 61,22                 | 4.115               | 29,54               |
| Juntos                                      | Cambia San Luis                                | Raúl Alberto Bertone               | 1.216                            | 29,55                 |                       | 4.115               | 29,54               |
| Corriente Agraria                           | Cambia San Luis                                | Hugo Horacio Girardi               | 259                              | 6,29                  |                       | 4.115               | 29,54               |
| Libres del Sur                              | Cambia San Luis                                | Kevin Alejandro Padilla            | 121                              | 2,94                  |                       | 4.115               | 29,54               |
| Votos positivos                             | Votos positivos                                | Votos positivos                    | Votos positivos                  | Votos positivos       | Votos positivos       | 13.931              | 84,23               |
| Votos en blanco                             | Votos en blanco                                | Votos en blanco                    | Votos en blanco                  | Votos en blanco       | Votos en blanco       | 2.487               | 15,04               |
| Votos anulados                              | Votos anulados                                 | Votos anulados                     | Votos anulados                   | Votos anulados        | Votos anulados        | 122                 | 0,74                |
| Participación                               | Participación                                  | Participación                      | Participación                    | Participación         | Participación         | 16.540              | 79,71               |
| Electores registrados                       | Electores registrados                          | Electores registrados              | Electores registrados            | Electores registrados | Electores registrados | 20.749              | 100                 |
| Coronel Pringles 1 Senador                  |                                                |                                    |                                  |                       |                       |                     |                     |
| Lema                                        | Lema                                           | Sublema                            | Candidato                        | Sublema               | Sublema               | Lema                | Lema                |
| Lema                                        | Lema                                           | Sublema                            | Candidato                        | Votos                 | %                     | Votos               | %                   |
|                                             | Unión por San Luis                             | Celeste Unidad                     | Juan Alejandro Torres            | 3.954                 | 73,26                 | 5.397               | 59,30               |
| Movimiento Vecinal Independiente Provincial | Unión por San Luis                             | Gustavo Adrián Petenatti           | 431                              | 7,99                  |                       | 5.397               | 59,30               |
| Compromiso x San Luis                       | Unión por San Luis                             | Francisco Tránsito Cornejo         | 372                              | 6,89                  |                       | 5.397               | 59,30               |
| Participación Ciudadana                     | Unión por San Luis                             | Mario Hilario Pérez                | 180                              | 3,34                  |                       | 5.397               | 59,30               |
| Blanca, Azul y Blanca                       | Unión por San Luis                             | Juan Fernando Rocha                | 159                              | 2,95                  |                       | 5.397               | 59,30               |
| Movimiento Evita, Tierra, Techo y Trabajo   | Unión por San Luis                             | Juana Carmen Baracco               | 154                              | 2,85                  |                       | 5.397               | 59,30               |
| Partido Unión y Libertad                    | Unión por San Luis                             | Julio Raúl Oscar Campos            | 141                              | 2,61                  |                       | 5.397               | 59,30               |
| Modelo Productivo                           | Unión por San Luis                             | Elio Nicomedes Muñoz               | 6                                | 0,11                  |                       | 5.397               | 59,30               |
|                                             | Cambia San Luis                                | Avanzar                            | Juan Ángel Fernández             | 2.510                 | 67,76                 | 3.704               | 40,70               |
| Juntos                                      | Cambia San Luis                                | Diego Pablo Guevara                | 746                              | 20,14                 |                       | 3.704               | 40,70               |
| Unidos "A"                                  | Cambia San Luis                                | Elva Elizabeth Novillo             | 269                              | 7,26                  |                       | 3.704               | 40,70               |
| Unidos "B"                                  | Cambia San Luis                                | Rosa Liliana Garro                 | 99                               | 2,67                  |                       | 3.704               | 40,70               |
| Libres del Sur                              | Cambia San Luis                                | Maico Miguel Carrasco              | 80                               | 2,16                  |                       | 3.704               | 40,70               |
| Votos positivos                             | Votos positivos                                | Votos positivos                    | Votos positivos                  | Votos positivos       | Votos positivos       | 9.101               | 86,45               |
| Votos en blanco                             | Votos en blanco                                | Votos en blanco                    | Votos en blanco                  | Votos en blanco       | Votos en blanco       | 1.282               | 12,18               |
| Votos anulados                              | Votos anulados                                 | Votos anulados                     | Votos anulados                   | Votos anulados        | Votos anulados        | 144                 | 1,37                |
| Participación                               | Participación                                  | Participación                      | Participación                    | Participación         | Participación         | 10.527              | 81,12               |
| Electores registrados                       | Electores registrados                          | Electores registrados              | Electores registrados            | Electores registrados | Electores registrados | 12.977              | 100                 |
| Gobernador Dupuy 1 Senador                  |                                                |                                    |                                  |                       |                       |                     |                     |
| Lema                                        | Lema                                           | Sublema                            | Candidato                        | Sublema               | Sublema               | Lema                | Lema                |
| Lema                                        | Lema                                           | Sublema                            | Candidato                        | Votos                 | %                     | Votos               | %                   |
|                                             | Unión por San Luis                             | Celeste Unidad                     | Sergio Ariel Moreyra             | 4.238                 | 93,35                 | 4.540               | 54,96               |
| Elijo Creer                                 | Unión por San Luis                             | Oscar Balbino Gómez                | 192                              | 4,23                  |                       | 4.540               | 54,96               |
| Movimiento Vecinal Independiente Provincial | Unión por San Luis                             | Raúl Gabriel Pereyra               | 110                              | 2,42                  |                       | 4.540               | 54,96               |
|                                             | Cambia San Luis                                | Avanzar                            | Gonzalo Federico Amondarain      | 2.177                 | 64,28                 | 3.720               | 45,04               |
| Juntos                                      | Cambia San Luis                                | Aldo Oscar Muñoz                   | 1.264                            | 29,26                 |                       | 3.720               | 45,04               |
| Corriente Agraria                           | Cambia San Luis                                | Héctor Edgardo Pereyra             | 150                              | 3,47                  |                       | 3.720               | 45,04               |
| Libres del Sur                              | Cambia San Luis                                | Vanina Beatriz Godoy               | 129                              | 2,99                  |                       | 3.720               | 45,04               |
| Votos positivos                             | Votos positivos                                | Votos positivos                    | Votos positivos                  | Votos positivos       | Votos positivos       | 8.260               | 92,37               |
| Votos en blanco                             | Votos en blanco                                | Votos en blanco                    | Votos en blanco                  | Votos en blanco       | Votos en blanco       | 611                 | 6,83                |
| Votos anulados                              | Votos anulados                                 | Votos anulados                     | Votos anulados                   | Votos anulados        | Votos anulados        | 71                  | 0,79                |
| Participación                               | Participación                                  | Participación                      | Participación                    | Participación         | Participación         | 8.942               | 79,71               |
| Electores registrados                       | Electores registrados                          | Electores registrados              | Electores registrados            | Electores registrados | Electores registrados | 11.218              | 100                 |
| Junín 1 Senador                             |                                                |                                    |                                  |                       |                       |                     |                     |
| Lema                                        | Lema                                           | Sublema                            | Candidato                        | Sublema               | Sublema               | Lema                | Lema                |
| Lema                                        | Lema                                           | Sublema                            | Candidato                        | Votos                 | %                     | Votos               | %                   |
|                                             | Cambia San Luis                                | Avanzar                            | Sergio Luis Guardia              | 11.359                | 95,62                 | 11.879              | 57,04               |
| Libres del Sur                              | Cambia San Luis                                | Silvia Isabel Tadey                | 271                              | 2,28                  |                       | 11.879              | 57,04               |
| Liberal Libertario                          | Cambia San Luis                                | Rodolfo Gerardo Pagliaricci        | 249                              | 2,10                  |                       | 11.879              | 57,04               |
|                                             | Unión por San Luis                             | Unión por Junín                    | Mariano Ignacio Emanuel González | 2.538                 | 28,36                 | 8.948               | 42,96               |
| Celeste Siempre Celeste                     | Unión por San Luis                             | Gonzalo Jorge Sáenz                | 2.318                            | 25,91                 |                       | 8.948               | 42,96               |
| Compromiso x San Luis                       | Unión por San Luis                             | María del Sol Uría                 | 2.293                            | 25,63                 |                       | 8.948               | 42,96               |
| Convergencia                                | Unión por San Luis                             | David Váez                         | 779                              | 8,71                  |                       | 8.948               | 42,96               |
| Movimiento Vecinal Independiente Provincial | Unión por San Luis                             | Gabriel Armando Cardoso            | 337                              | 3,77                  |                       | 8.948               | 42,96               |
| Por la Ruta del Alberto                     | Unión por San Luis                             | Beatriz Alejandra Rubiolo          | 323                              | 3,61                  |                       | 8.948               | 42,96               |
| Movimiento Evita, Tierra, Techo y Trabajo   | Unión por San Luis                             | Verónica Beatriz Coria             | 184                              | 2,06                  |                       | 8.948               | 42,96               |
| Blanca, Azul y Blanca                       | Unión por San Luis                             | Loreta Belén Cerliani              | 136                              | 1,52                  |                       | 8.948               | 42,96               |
| Modelo Productivo                           | Unión por San Luis                             | Adriana Edith Gargiulo             | 40                               | 0,45                  |                       | 8.948               | 42,96               |
| Votos positivos                             | Votos positivos                                | Votos positivos                    | Votos positivos                  | Votos positivos       | Votos positivos       | 20.827              | 87,94               |
| Votos en blanco                             | Votos en blanco                                | Votos en blanco                    | Votos en blanco                  | Votos en blanco       | Votos en blanco       | 2.423               | 10,23               |
| Votos anulados                              | Votos anulados                                 | Votos anulados                     | Votos anulados                   | Votos anulados        | Votos anulados        | 434                 | 1,83                |
| Participación                               | Participación                                  | Participación                      | Participación                    | Participación         | Participación         | 23.684              | 71,18               |
| Electores registrados                       | Electores registrados                          | Electores registrados              | Electores registrados            | Electores registrados | Electores registrados | 33.273              | 100                 |
| Juan Martín de Pueyrredón 1 Senador         |                                                |                                    |                                  |                       |                       |                     |                     |
| Lema                                        | Lema                                           | Sublema                            | Candidato                        | Sublema               | Sublema               | Lema                | Lema                |
| Lema                                        | Lema                                           | Sublema                            | Candidato                        | Votos                 | %                     | Votos               | %                   |
|                                             | Cambia San Luis                                | Avanzar                            | Martín Olivero                   | 52.115                | 71,35                 | 73.041              | 53,39               |
| Unidos "A"                                  | Cambia San Luis                                | Delfor José Sergnese               | 7.922                            | 10,85                 |                       | 73.041              | 53,39               |
| El Cambio Continúa                          | Cambia San Luis                                | Jorge Daniel Cangiano              | 6.109                            | 8,36                  |                       | 73.041              | 53,39               |
| Fuerza del Cambio                           | Cambia San Luis                                | Jorge Luis Álvarez                 | 4.223                            | 5,78                  |                       | 73.041              | 53,39               |
| Libres del Sur                              | Cambia San Luis                                | Ailén Antonella Chaine             | 2.373                            | 3,25                  |                       | 73.041              | 53,39               |
| Encuentro Multisectorial                    | Cambia San Luis                                | Leonardo Nahuel Salavallun Olivera | 299                              | 0,41                  |                       | 73.041              | 53,39               |
|                                             | Unión por San Luis                             | Celeste Unidad                     | María Angélica Torrontegui       | 34.876                | 56,77                 | 61.434              | 44,91               |
| Corazón de Búfalo                           | Unión por San Luis                             | Emiliano Gastón Blanco             | 6.285                            | 10,23                 |                       | 61.434              | 44,91               |
| Solidaridad                                 | Unión por San Luis                             | Jorge Joaquín Sopeña               | 5.312                            | 8,65                  |                       | 61.434              | 44,91               |
| Compromiso x San Luis                       | Unión por San Luis                             | Alicia Bañuelos                    | 4.236                            | 6,90                  |                       | 61.434              | 44,91               |
| La Celeste y Blanca                         | Unión por San Luis                             | Daniela Belén Serrano              | 1.565                            | 2,55                  |                       | 61.434              | 44,91               |
| Elijo Creer                                 | Unión por San Luis                             | Claudio Ariel Álvarez              | 1.290                            | 2,10                  |                       | 61.434              | 44,91               |
| Movimiento Vecinal Independiente Provincial | Unión por San Luis                             | Valeria Irene Villarroel           | 1.289                            | 2,10                  |                       | 61.434              | 44,91               |
| Blanca, Azul y Blanca                       | Unión por San Luis                             | María Clelia Odicino               | 1.216                            | 1,98                  |                       | 61.434              | 44,91               |
| Consenso                                    | Unión por San Luis                             | Norma Raquel Rosales               | 1.015                            | 1,65                  |                       | 61.434              | 44,91               |
| Partido Unión y Libertad                    | Unión por San Luis                             | Alberto José Montiel Díaz          | 974                              | 1,59                  |                       | 61.434              | 44,91               |
| Movimiento Evita, Tierra, Techo y Trabajo   | Unión por San Luis                             | Jesús Cristian David Koklov        | 883                              | 1,44                  |                       | 61.434              | 44,91               |
| Mi Triunfo es del Pueblo                    | Unión por San Luis                             | Nidia Susana Sosa                  | 582                              | 0,95                  |                       | 61.434              | 44,91               |
| Modelo Productivo                           | Unión por San Luis                             | Martha Luján Rubicini              | 560                              | 0,91                  |                       | 61.434              | 44,91               |
| El Proyecto Continuará                      | Unión por San Luis                             | Elsa Mabel Domínguez               | 503                              | 0,82                  |                       | 61.434              | 44,91               |
| La Corriente para San Luis                  | Unión por San Luis                             | Elena Mariel Pérez                 | 361                              | 0,59                  |                       | 61.434              | 44,91               |
| Puntanos de Pie                             | Unión por San Luis                             | Gustavo Jorge Abrahan              | 347                              | 0,56                  |                       | 61.434              | 44,91               |
| Volver a Perón                              | Unión por San Luis                             | Hugo Mario Jofre                   | 62                               | 0,10                  |                       | 61.434              | 44,91               |
| Argentino Soberano                          | Unión por San Luis                             | Robero Miguel Cristo               | 49                               | 0,08                  |                       | 61.434              | 44,91               |
| Socialistas al Frente                       | Unión por San Luis                             | Eduardo Roque Palma                | 16                               | 0,03                  |                       | 61.434              | 44,91               |
| Participación Ciudadana                     | Unión por San Luis                             | ?                                  | 13                               | 0,02                  |                       | 61.434              | 44,91               |
|                                             | Frente de Izquierda y de Trabajadores - Unidad | —                                  | Jonatan Nahuel Arias             | —                     | —                     | 1.924               | 1,41                |
|                                             | Movimiento al Socialismo                       | —                                  | Juan Carlos Migani               | —                     | —                     | 403                 | 0,29                |
| Votos positivos                             | Votos positivos                                | Votos positivos                    | Votos positivos                  | Votos positivos       | Votos positivos       | 136.802             | 91,54               |
| Votos en blanco                             | Votos en blanco                                | Votos en blanco                    | Votos en blanco                  | Votos en blanco       | Votos en blanco       | 10.361              | 6,93                |
| Votos anulados                              | Votos anulados                                 | Votos anulados                     | Votos anulados                   | Votos anulados        | Votos anulados        | 2.276               | 1,52                |
| Participación                               | Participación                                  | Participación                      | Participación                    | Participación         | Participación         | 149.439             | 75,99               |
| Electores registrados                       | Electores registrados                          | Electores registrados              | Electores registrados            | Electores registrados | Electores registrados | 196.646             | 100                 |